# The Mark, Tom and Travis show
A The Tom, Mark and Travis Show a Blink-182 első, és egyetlen nagylemezes koncertfelvétel albuma. A játszott darabok főleg az Enema of the State-ből kerültek ki, de a Chashire Catről is jó pár szám hallható rajta.

## Az album dalai
1. Dumpweed
2. Don't Leave Me
3. Alien's Exist
4. Family Reunion
5. Going Away to College
6. What's My Age Again?
7. Dick Lips
8. Blow Job
9. Untitled
10. Voyeur
11. Pathetic
12. Adam's Song
13. Peggy Sue
14. Wendy Clear
15. Carousel
16. All the Small Things
17. Mutt
18. The Country Song
19. Dammit
20. Man Overboard